# Kunstmuseum Osaka
Das Kunstmuseum Osaka (jap. 大阪市立美術館, Ōsaka shiritsu bijutsukan) befindet sich im Stadtbezirk Tennōji in Osaka. Das Museum liegt an der Stelle der ehemaligen Residenz der Sumitomo-Familie. Für die Errichtung des Museums spendete die Sumitomo-Familie das Grundstück mit einem japanischen Garten (dem Keitaku-Garten). Das Museum wurde am 1. Mai 1936 eröffnet.

## Die Einrichtung
Itō Masafumi und Unagami Seiichi haben das Gebäude entworfen. Die noch im Dezember 1927 begonnenen Bauarbeiten wurden mehrmals eingestellt, sodass sie beinahe zehn Jahre benötigten. Im April 1936 wurde der Bau schließlich fertiggestellt. Die Konstruktion aus Stahlgerüst, Armierungsstahl und Beton besteht aus einem Untergeschoss, drei Obergeschossen (einschließlich Erdgeschoss) und einem Penthouse. Die Grundfläche beträgt 4033 m², die Gesamtgeschossfläche 12.716 m².
1942 wurde das Gebäude des Museums für Flugabwehrzwecke von der Armee besetzt und als Hauptquartier der Dritten Division umfunktioniert. Wegen der von 1945 bis 1947 andauernden Beschlagnahmung durch die Besatzungstruppen wurden die Tätigkeiten im Museum eingestellt.
Vier unterirdische Ausstellungshallen, die den gleichzeitigen Verlauf mehrerer Ausstellungen ermöglichen, wurden 1992 angebaut. Im angegliederten Kunstforschungsinstitut werden die praktischen Fähigkeiten in Skizzen, Malerei und Bildhauerei geprüft. Das Institut hat eine große Zahl von Malern im westlichen und japanischen Stil, zeitgenössischen Künstlern und Architekten in seiner Geschichte hervorgebracht.

## Wichtigste aufbewahrte Kunstwerke
Viele der im Museum aufbewahrten Werke wurden durch Spende oder Erwerb von individuellen Kollektionen erworben, 8000 von ihnen von in Osaka ansässigen Sammlern. Das Kunstmuseum beinhaltet Kunstwerke der buddhistischen Kunst, der Mittelmeerkulturen (wie Etrurien) sowie Gemälde und Schriften von China, japanische Gemälde der Edo- und Meiji-Zeit, Werke der Metallverarbeitung, Lackkunst sowie Keramik.
Zu den Sammlungen gehört die Sammlung Fusajirō Abe (1868–1937) mit chinesischen Kalligraphien und Malereien, die Sammlung Kenshirō Yamaguchi (1886–1957) mit chinesischen Steinbuddhas, die Sammlung Ugo Alfonso Casal (1888–1964) mit Inrōs, Netsukes und Maki-es, sowie die Sammlung Kiyomi Taman (1892–1979) mit Werken der altjapanischen Kunst. Es gibt auch in Jinja und buddhistischen Tempeln deponierte Objekte. Von Anfang an wurde geplant, nicht nur Ausstellungshallen für Gruppenausstellungen und Ausstellungen in großem Format zu leihen, sondern auch ständige Ausstellung der Sammlungen zu veranstalten.
Die Abe-Sammlung enthält u. a. Kopie einer Schrift Wang Weis, Dong Qichangs und Su Shis Werke. Darüber hinaus sind auch Ogata Kōrin, Katsushika Hokusai und Mi Fu vertreten. Die vorher aufgezählten Werke sind Eigentum der Stadt Osaka.
Andere Beispiele sind: Buddhastatue in sitzender Haltung aus dem Jahr 466 (nördliche Wei-Dynastie); Werke von Kanō Sōshū, Ike no Taiga, Ganku, Okada Beisanjin, Murayama Kaita, Shima Seien, Saeki Yūzō, Nabei Katsuyuki, Kodama Kibō, Hashimoto Kansetsu, Chōkai Seiji, Uemura Shōen, Kitano Tsunetomi.

## Verkehr

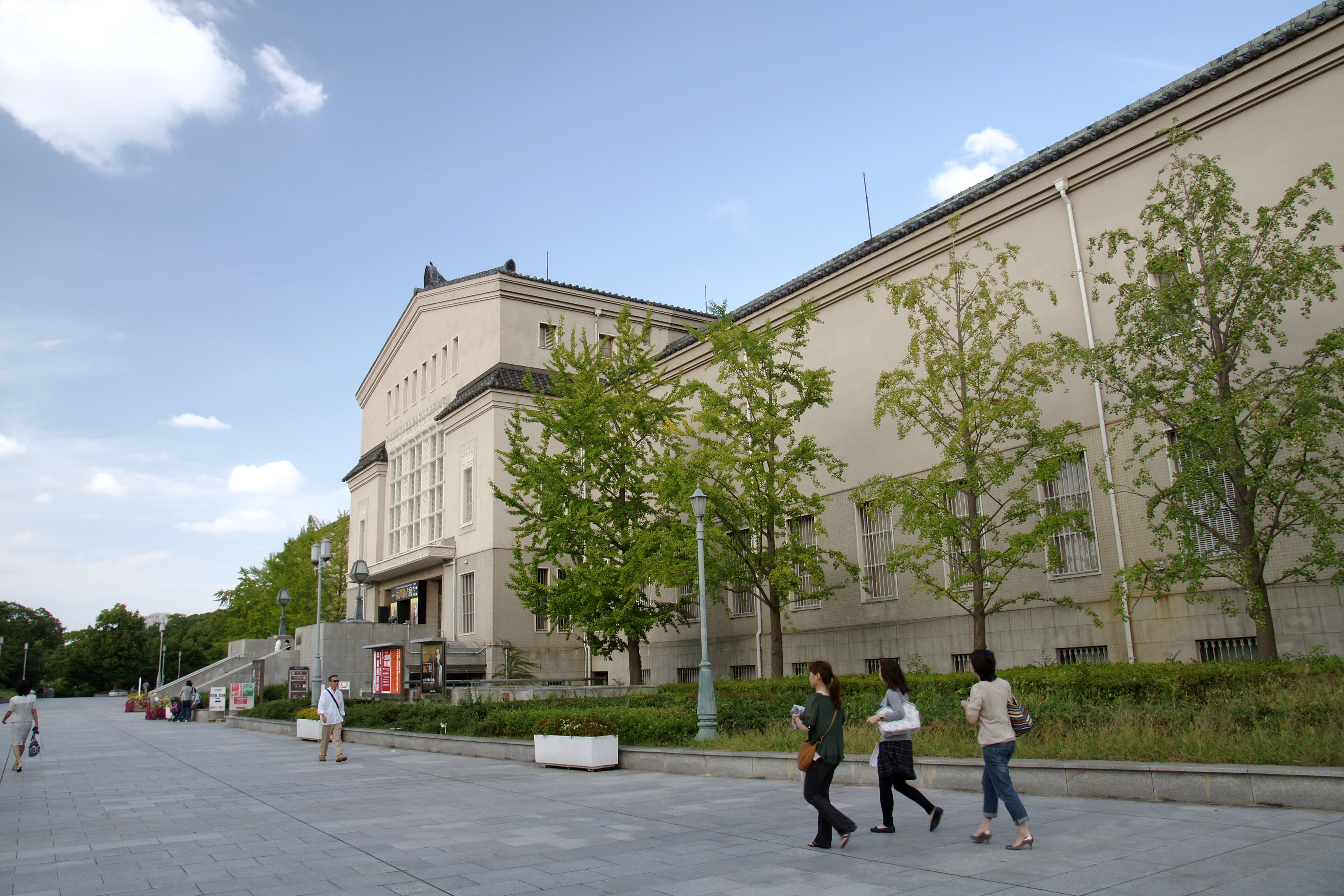
Das Kunstmuseum Osaka

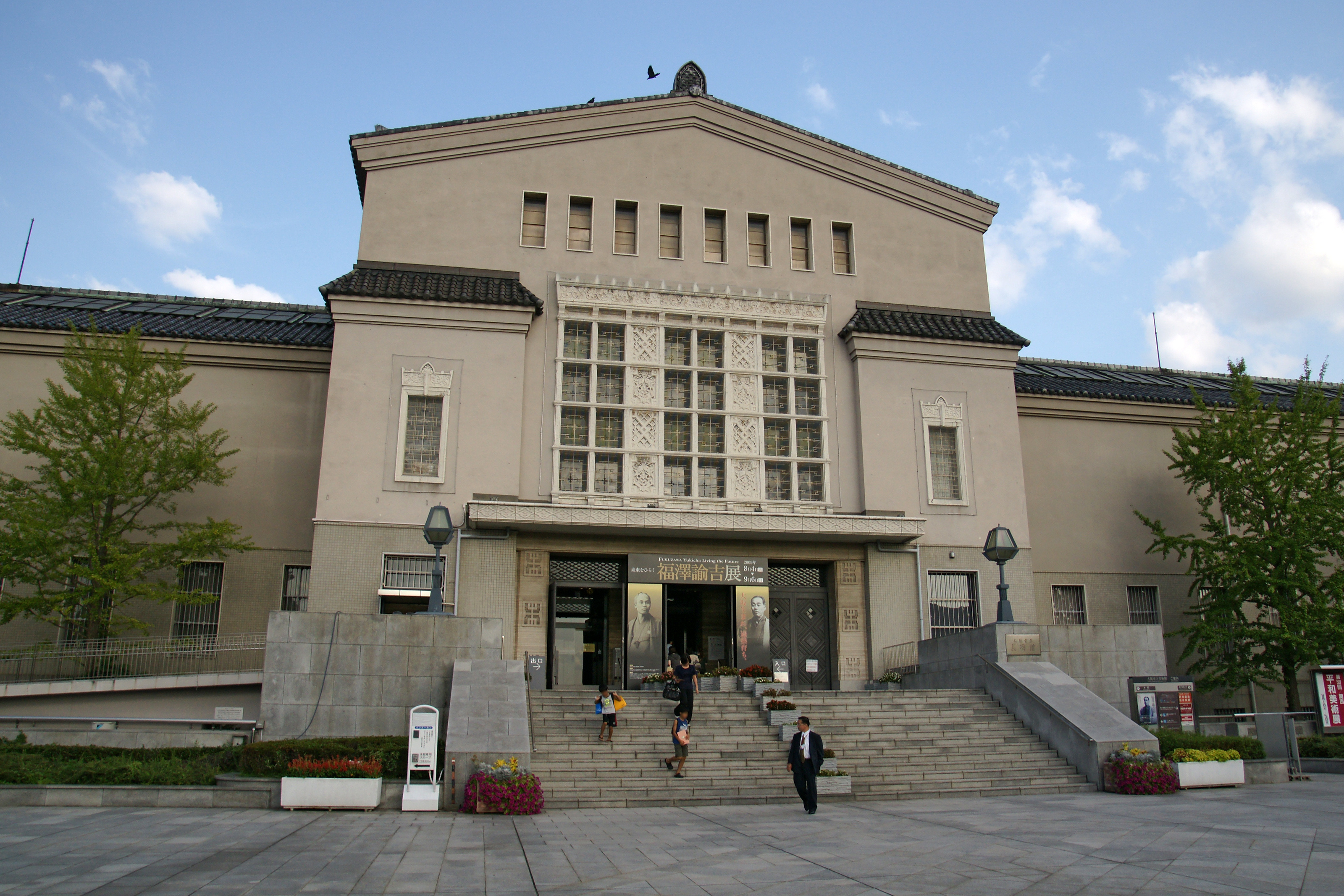
Haupteingang

- Tennōji-Station der Osaka-Ringlinie und fünf Minuten zu Fuß
- Midōsuji-Linie der U-Bahn Osaka (gleichnamige Station) und 5 Minuten zu Fuß
- Tanimachi-Linie der U-Bahn Osaka (gleichnamige Station) und 5 Minuten zu Fuß
- Osaka Abenobashi-Station der Minami-Osaka-Linie und 5 Minuten zu Fuß

## Gegenwärtige Pläne
Darüber hinaus beherbergt das Kunstmuseum Osaka eine Kollektion zeitgenössischer Kunst des 19. Jahrhunderts: Werke von Kitano Tsunetomi, Shima Seien (Nihonga), Aufnahmen des Fotografen Yasui Nakaji, Yoshihara Jirō, die in Osaka tätig waren, Gemälde von Saeki Yūzō. Auch ausländische Künstler wie Amedeo Modigliani, Constantin Brâncuși, Gerhard Richter sind im Museum vertreten. Die Spende von Saeki Yūzō zum Anlass nehmend, haben die Behörden zum 100. Jahrestag des Stadtwesens (shi) den Bauplan eines Museums für moderne Kunst vorgestellt. Insbesondere wurde die Anschaffung von Werken Modiglianis für 1,6 Mrd. Yen diskutiert.
Die ehemalige Stelle der Fakultät für Medizin der Universität Osaka auf Nakanoshima wurde in Erwägung gezogen. Da jedoch während der Bauarbeiten ein mittelalterliches Lagerhaus (蔵屋敷, Kuraya-shiki) ausgegraben wurde und die Behörden die Baukosten im Betrag von 28 Mrd. Yen nur mühsam aufbrachten, wurden die Baupläne eingefroren. 2004 wurde eine Parzelle (die Stelle des ehemaligen Ikemitsu-Kunstmuseums) neben dem Kaufhaus Tōkyū Hanzu in Nagahoridōri im Viertel Shinsaibashi erworben. 2007 wurde beschlossen, dass in fünf Jahren die Bauarbeiten wiederaufgenommen werden sollen.

## Sekundärliteratur
- 『[http://ci.nii.ac.jp/vol_issue/nels/AN00079427/ISS0000215363_ja.html 建築雑誌 第50輯 第618號]』 建築學會発行、昭和11年（1936年）10月。
  - 竣功建築物 大阪市美術館 (Fertiggestellte Bauwerke: Kunstmuseum Osaka)
  - 大阪市美術館の採光方その他に就て
- S. Noma (Hrsg.): Ōsaka Municipal Museum of Fine Arts. In: Japan. An Illustrated Encyclopedia. Kodansha, 1993. ISBN 4-06-205938-X, S. 1163.